# Лифшиц, Илья Урьевич
Илья Урьевич Лифшиц (1922 — 1987) — главный художник Рыбинского театра драмы с 1949 по 1987, член СХ СССР.

## Биография
Родился в семье служащих. В 1941 окончил городскую школу № 1. С начала Великой Отечественной войны поступил работать на завод № 26 в качестве художника, где также выполнял работы в качестве формовщика, станочника, маляра и другие. С этим заводом эвакуировался в Уфу, где работал в литейном цехе рабочим. По окончании войны, в августе 1945 принимал участие во Всесоюзном смотре самодеятельности в Москве, вернулся в Рыбинск. В 1948 окончил театральное отделение Ленинградского художественного училища. С 1949 работает художником Рыбинского театра драмы. 6 января 1953 по ложному доносу был арестован и приговорён к высшей мере наказания (расстрелу), но затем приговор заменили на 25 лет заключения. В 1956, во время хрущёвской оттепели И. У. Лифшица полностью реабилитировали, признали невиновным и освободили. Он вернулся в Рыбинск в родной театр заведующим постановочной частью и с 1957 года был переведён на должность художника-постановщика. В 1965 назначен главным художником драматического театра и в этой должности оставался до конца жизни. В 1971 был принят в члены Союза художников СССР.

## Творчество
Эскиз декорации к спектаклю «Медвежья свадьба» по пьесе А. В. Луначарского хранится в Центральном театральном музее имени А. А. Бахрушина в Москве. В Рыбинском художественном музее прошли несколько его персональных выставок, где были представлены не только эскизы декораций и костюмов, но и живописные картины маслом, акварелью и другие работы. Эскизы к спектаклю «Мария Стюарт» взяты музеем на постоянное хранение.
Художник-постановщик следующих спектаклей Рыбинского драматического театра: 
- 1961: «Девушка с веснушками», комедия А. В. Успенского, режиссёр Л. А. Дронов.
- 1963: «Приключения Гекльберри Финна», пьеса В. Г. Богаченкова по мотивам повести М. Твена, режиссёр П. Т. Баженов.
- 1963: «Опасный возраст», комедия С. Д. Нариньяни, режиссёр З. Г. Захаров.
- 1964: «В день свадьбы», драма В. С. Розова, режиссёр Н. А. Яковлева.
- 1964: «Орфей спускается в ад (певец и ночь)», драма Т. Уильямса, постановка Н. А. Яковлевой.
- 1965: «Дорогами жизни», драматическая поэма В. А. Шаврина, режиссёр Г. В. Корн.
- 1966: «Порт-Артур», по пьесе И. Ф. Попова и А. Н. Степанова, режиссёр В. М. Саранчук.
- 1969: «Дело, которому ты служишь» по пьесе Ю. П. Германа, режиссёр В. М. Саранчук.
- 1970: «Мария Стюарт» по пьесе Ф. Шиллера, режиссёр В. А. Зайцева.
- 1971: «Мария» по пьесе А. Д. Салынского, режиссёр В. М. Саранчук.
- 1971: «Драматическая песня» по пьесе Б. И. Равенских и М. Л. Анчарова, режиссёр В. М. Саранчук.
- 1972: «Медвежья свадьба» по пьесе А. В. Луначарского (мелодрама на сюжет П. Мериме), режиссёр В. М. Саранчук.
- 1972: «Музыка на одиннадцатом этаже» по пьесе И. Г. Ольшанского, режиссёр В. М. Саранчук.
- 1973: «Ханума» по пьесе А. А. Цагарели, режиссёр В. М. Саранчук.
- 1974: «Совесть» по пьесе Д. Павловой и В. Токарева, режиссёр В. М. Саранчук.

## Награды
Был награждён рядом дипломов фестивалей и конкурсов в РСФСР, областной премией Ленинского комсомола, почётными грамотами от МК СССР, областных и городских организаций. 